# Az Alexandra Étteremkalauz élmezőnye (2010)

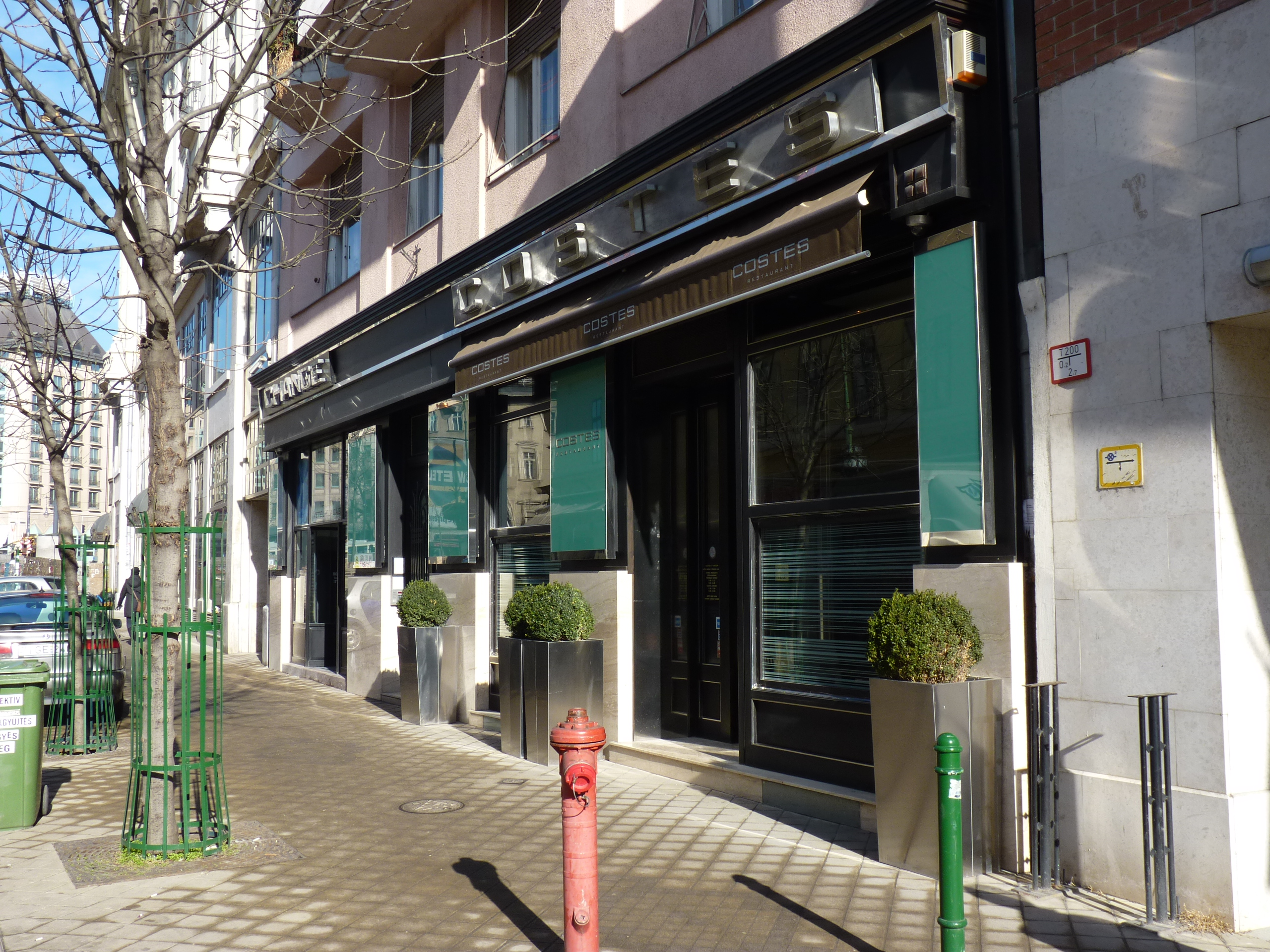
Costes

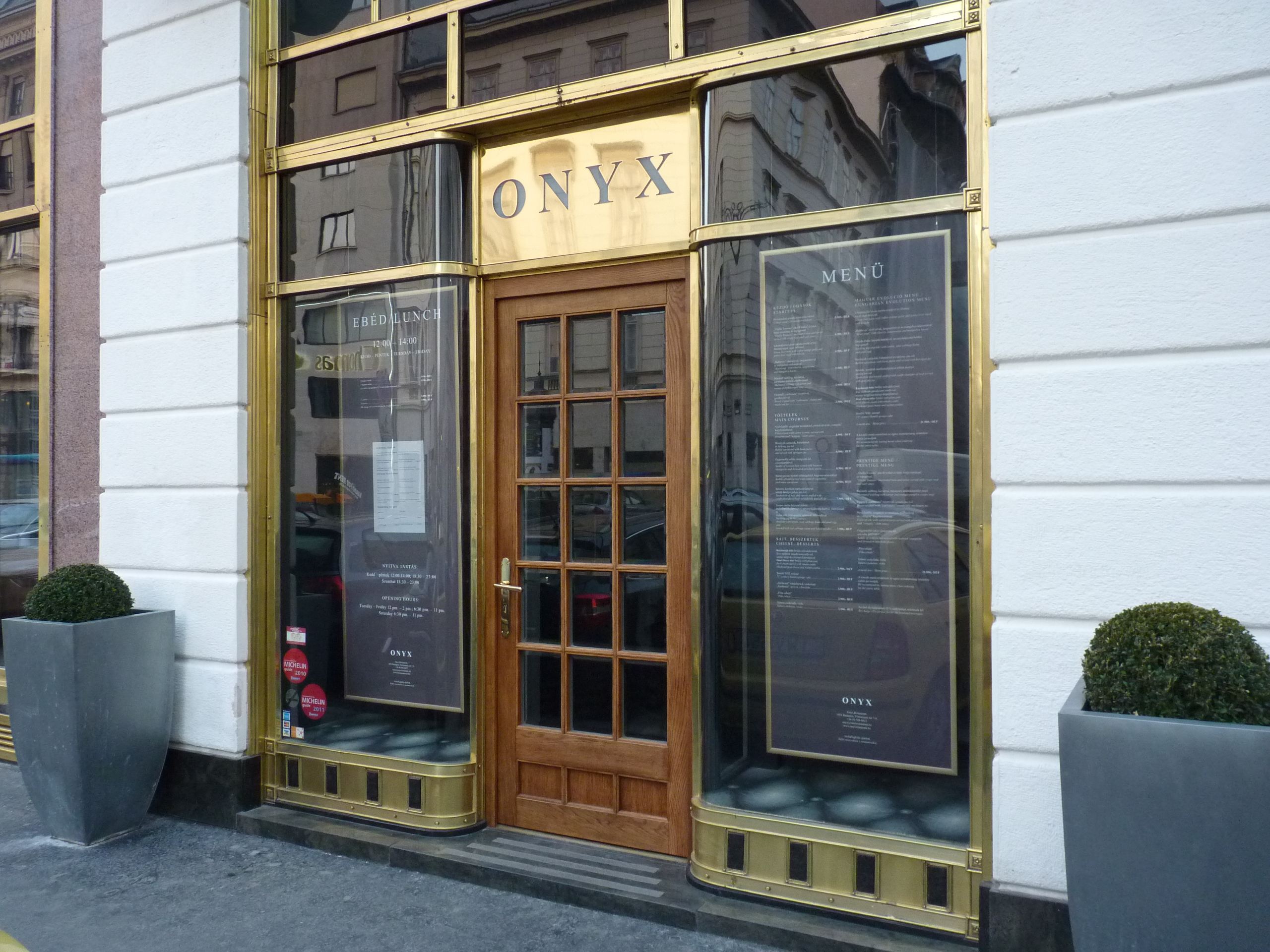
Onyx Étterem

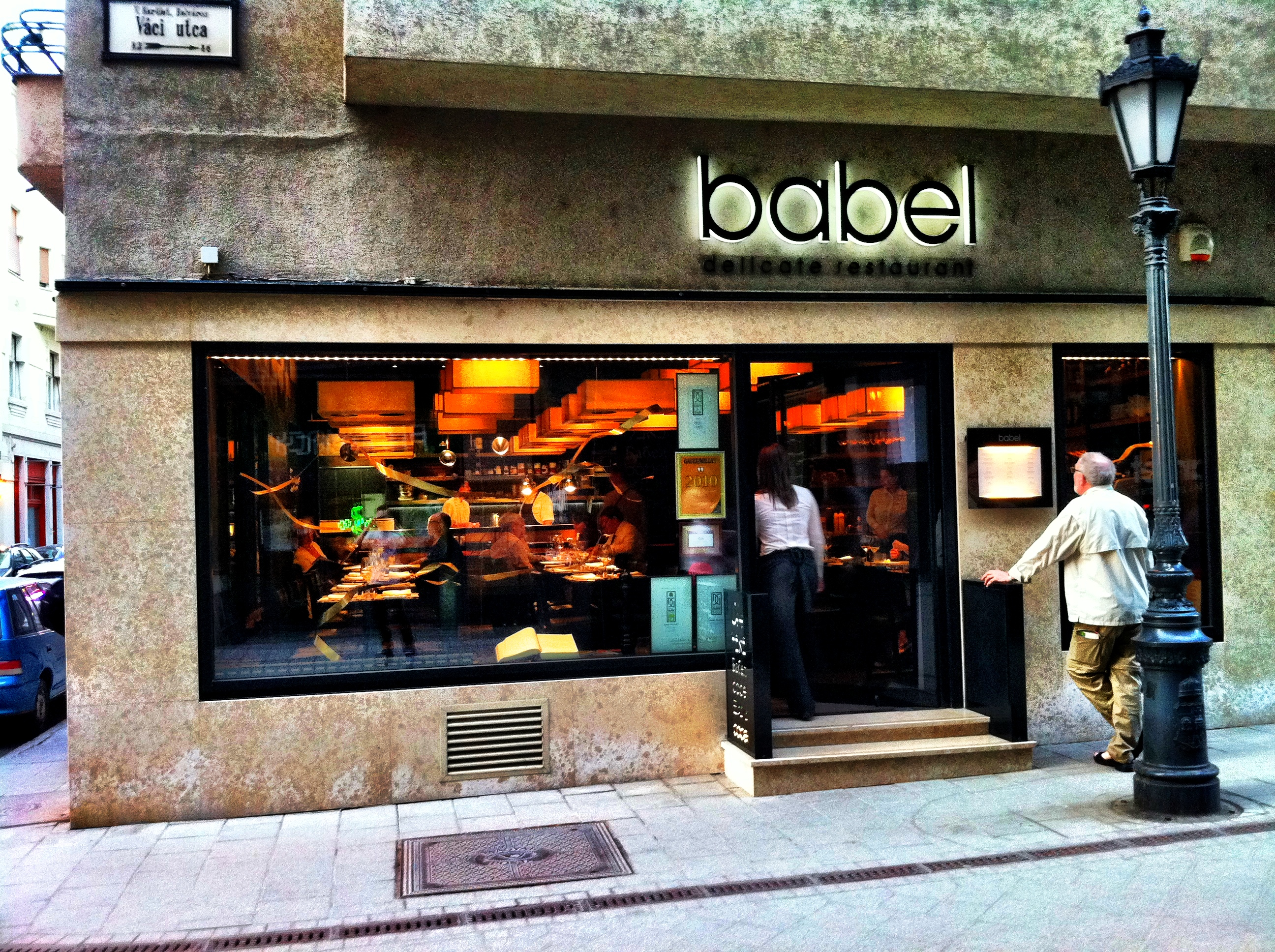
Babel Delicate Restaurant

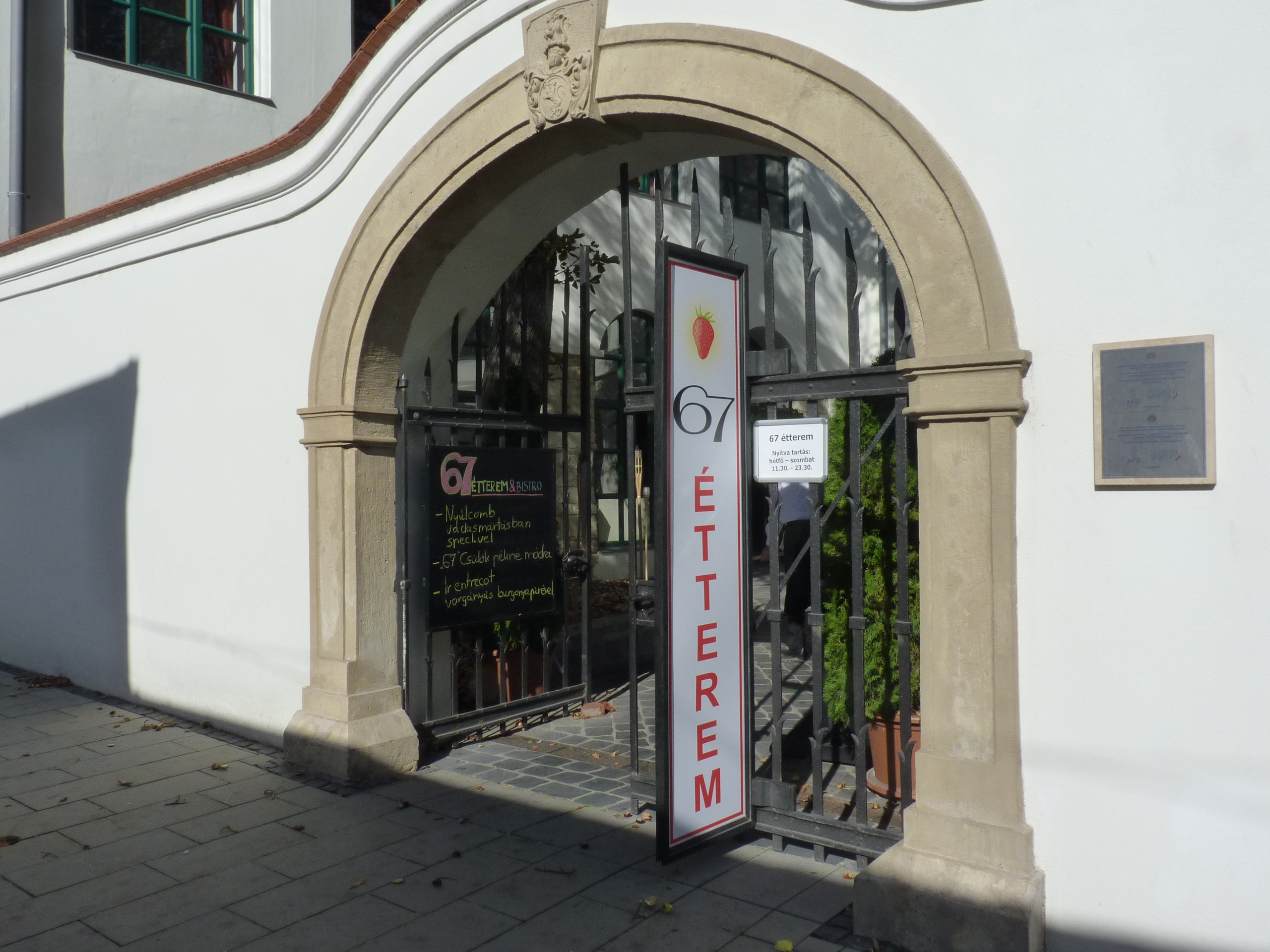
67 Étterem és Bistro

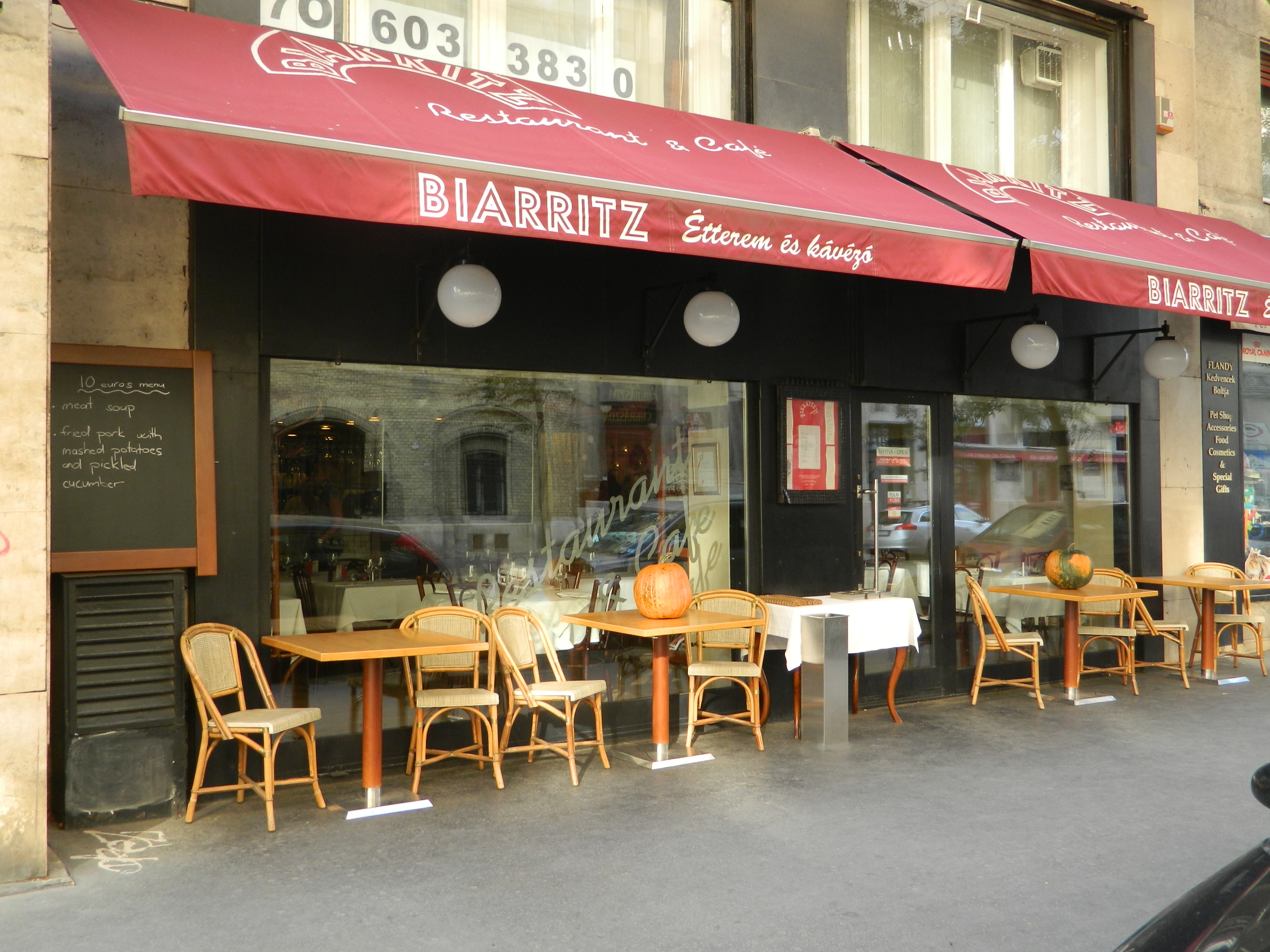
Biarritz étterem és kávézó

Ez a lista az Alexandra Étteremkalauz étteremtesztjének 2010-es élmezőnyét tartalmazza. Az Alexandra Kiadó kiadványa 20 pontos rendszerben értékeli a tesztelt éttermeket, melyek közül az élmezőnybe a legalább 11 pontot elért éttermek tartoznak. Nagyjából 16 pont felel meg az egy Michelin-csillagos színvonalnak.
A 2010-es élmezőnybe a következő éttermek tartoznak (a zárójeles pontszám a konyhafőnökváltás miatt csak tájékoztató jellegű):
| Étterem                               | Város          | Pont   |
| ------------------------------------- | -------------- | ------ |
| Château Visz                          | Visz           | (16)   |
| Costes                                | Budapest       | 15,5   |
| Csalogány26 Vendéglő                  | Budapest       | 14,5   |
| Onyx Étterem                          | Budapest       | 14,5   |
| Babel Delicate Restaurant             | Budapest       | 14     |
| Alabárdos Étterem                     | Budapest       | 13,5   |
| Enoteca Corso Étterem                 | Pécs           | (13,5) |
| Fausto's Étterem                      | Budapest       | 13,5   |
| Arany Kaviár                          | Budapest       | 13     |
| Aranyszarvas Bisztró                  | Budapest       | 13     |
| Bock Bisztró                          | Budapest       | 13     |
| Fuji Japán Étterem                    | Budapest       | 13     |
| Arcade Bistro                         | Budapest       | 12,5   |
| Café Pierrot                          | Budapest       | 12,5   |
| Hertelendy Kastélyszálló étterme      | Kutas          | 12,5   |
| Imola Udvarház étterem                | Eger           | 12,5   |
| Kistücsök Étterem                     | Balatonszemes  | 12,5   |
| Kogart étterem                        | Budapest       | 12,5   |
| Olimpia vendéglő                      | Budapest       | 12,5   |
| Ráspi Étterem                         | Fertőrákos     | 12,5   |
| 21 a Magyar Vendéglő                  | Budapest       | 12     |
| Baraka Restaurant & Lounge            | Budapest       | 12     |
| Osteria Fausto's                      | Budapest       | 12     |
| Paris–Budapest Café Sofitel           | Budapest       | 12     |
| 67 Étterem és Bistro                  | Székesfehérvár | 11,5   |
| ERTÉ Cafe                             | Budapest       | 11,5   |
| Kempinski Hotel – Ristorante Giardino | Budapest       | 11,5   |
| Krizia Étterem                        | Budapest       | 11,5   |
| Le Bourbon – Hotel Méridien           | Budapest       | 11,5   |
| Mandula Étterem                       | Villány        | 11,5   |
| Ős Kaján étterem                      | Tolcsva        | 11,5   |
| Pesti Lámpás Étterem és Kávéház       | Budapest       | 11,5   |
| Platán Restaurant és Café             | Tata           | 11,5   |
| Ráspi Budapest                        | Budapest       | 11,5   |
| Schweizerhof étterem                  | Győr           | 11,5   |
| Solier étterem és kávézó              | Gödöllő        | 11,5   |
| Tigris étterem                        | Budapest       | 11,5   |
| Villa Medici Restaurant               | Veszprém       | 11,5   |
| Biarritz étterem és kávézó            | Budapest       | 11     |
| Boscolo Hotel – New York Kávéház      | Budapest       | 11     |
| Culinaris Étterem                     | Budapest       | 11     |
| Kereskedőház Café & Restaurant        | Szentendre     | 11     |
| La Maréda Étterem és Bisztró          | Győr           | 11     |
| La Rosa Mediterrán Étterem            | Budapest       | 11     |